# Bellevue, Oregon
Bellevue este o localitate rurală neîncorporată din comitatul Yamhill, statul Oregon, Statele Unite ale Americii. Numele localității provine din limba franceză în care înseamnă "priveliște minunată."  Nu se știe cine a denumit-o, dar a fost întemeiată în 1860, având pentru un timp și un oficiu poștal numit "Muddy" , 
care a funcționat între 1869 și 1904 . Localitatea se găsește pe pământ donat de către Hathaway Yocum, care s-a stabilit în Oregon venind din Illinois în anul 1851.

## Geografie
Localitatea Bellevue se găsește de-a lungul drumului statal OR Route 18, la circa 13 km sud (8 mile) de McMinnville și la circa 7 km nord (4 mile) de Sheridan. Bellevue este de asemenea punctul cel mai de vest al drumului modernizat Bellevue-Hopewell Highway.